# Скороходова Ольга Іванівна
Ольга Іванівна Скороходова (* 31 липня (18 липня за старим стилем) 1911, с. Білозерка, Херсонська губернія — †1982, Москва, Росія) — радянська педагогиня, вчена-дефектологиня, кандидат педагогічних наук. Працюючи в науково-дослідному інституті дефектології Академії педагогічних наук СРСР, була єдиним у світі сліпоглухим науковим співробітником. При відсутності зору та слуху створила ряд наукових робіт з проблем розвитку, виховання та навчання сліпоглухих дітей.

## Життєпис
В деяких джерелах надаються неправильні дані щодо року народження Скороходової. Однак, відповідно запису метричної книги, вона народилась 1911 року в с. Білозерка, Херсонська губернія, нині Херсонська область, в сім'ї селянина Івана Олексійовича та Марії Олексіївни Скороход (Актовий запис про народження, ДАХО, фонд 137, опис 140, справа 159, стор. 108, зворот.).Батько був мобілізований в 1914 році, а мати була вимушена батрачити.
У віці 5 років внаслідок захворювання менінгітом Оля повністю втратила зір і почала поступово втрачати слух. Приблизно до 11-13 років чула гучну мову на праве вухо, але до 14 років повністю оглухнула. 
В 1922 році після смерті матері її направили в Одеську школу сліпих, де вона перебувала до 1924 року.
В 1925 році сліпоглуха і вже майже німа Оля потрапила у школу-клініку для сліпоглухих дітей в Харкові, яку заснував професор Іван Соколянський .
Завдяки його унікальній методиці, у дівчинки відновилось усне мовлення, розвивалось уміння самоспостереження і їхній запис. За допомогою спеціальної програми з використанням дактильного (пальцевого) алфавіту і рельєфно-крапкового (брайлевського) шрифту було організовано систематичне навчання з усіх предметів шкільного курсу.
Після закінчення школи, Оля мріяла навчатися в Ленінградському педагогічному інституті, але розпочалась війна. Під час окупації вона жила в Харкові в домі сліпих та у своїх вчителів.
В 1944 році О.Скороходова переїхала в Москву. Після зустрічі зі своїм учителем І.Соколянським, який працював в Науково-практичному інституті спеціальних шкіл старшим науковим співробітником, була зарахована в Інститут дефектології.  
В 1947 була видана її перша книга «Как я воспринимаю окружающий мир», в якій Скороходова розповіла, як набуті людиною знання здатні розширити межі сприйняття. Книга була відмічена премією К. Ушинського.  
Після виходу книги в тираж, Ольга Іванівна була зарахована на посаду молодшого наукового співробітника науково-дослідного інституту дефектології Академії педагогічних наук СРСР (пізніше – старшим науковим співробітником), де й проробила до кінця свого життя.  
В 1954 році книга була доповнена другою частиною і видана під назвою  «Как я воспринимаю и представляю окружающий мир», а в 1972 році – новий доповнений варіант цієї книги «Как я воспринимаю, представляю и понимаю окружающий мир».  
Книга багато разів перевидавалась, в т.ч. й іноземними мовами.  
Стала кандидатом педагогічних наук (по психології) (1961р.), автором багатьох наукових і науково-популярних статей, віршів. Вона часто виступала з лекціями перед студентами багатьох педагогічних вишів Москви, інших міст та за кордоном.  Скороходова вела широке листування. Їй писали вчені (І. Павлов) і письменники (М.Горький, П.Тичина,М.Рильський, С.Маршак, М.Бажан), вчителі та численні читачі з усього світу.
В 1974 році за великі заслуги в області спеціальної педагогіки та багаторічну плідну діяльність по навчанню та вихованню дітей з порушенням слуху і зору О.Скороходова була нагороджена орденом Трудового Червоного Прапора.
Померла в травні 1982 році. Похована в Москві на Кунцевському кладовищі. На могилі на надгробній плиті напис слів М.Горького: «Вы служите человечеству. Это так, Ольга Ивановна, – и вы вправе этой службой гордится».

## Пам'ять
У Білозерському районному музеї ім.Дмитра Багалія працює інтерактивна виставка «Культура на дотик».
На відкриття такої виставки організаторів надихнула  книга О.Скороходової «Как я воспринимаю, представляю и понимаю окружающий мир», де авторка описує власний досвід відвідування музеїв (сприйняття предметів на дотик, на нюх), який є цікавим не тільки для осіб з особливими потребами, а й для звичайних людей .
Експозиція складається з декількох секцій, кожна з яких – окремий період життя О.Скороходової .
Окрім біографічних даних, тут представлені книги авторки, в т.ч. шрифтом Брайля та з її автографом.
Виставка унікальна тим, що принцип її побудови скерований на тактильне сприйняття предметів. Під час інтерактивних екскурсій відвідувачі руками «оглядають» експонати, можуть навчитися писати шрифтом Брайля, знайомитися з предметами за допомогою різних органів відчуття.
Крім того, ця експозиція не тільки інтерактивна, а й мобільна: легко складається та транспортується. 
У липня 2013 виставка демонструвалась у виставковій залі Херсонської обласної організації Національної спілки художників України.
Білозерський районний музей ім. Дмитра Багалія,  смт Білозерка Херсонської області, пр. Харченко, 19/81, директор музею О.А. Волошин.

## Галерея

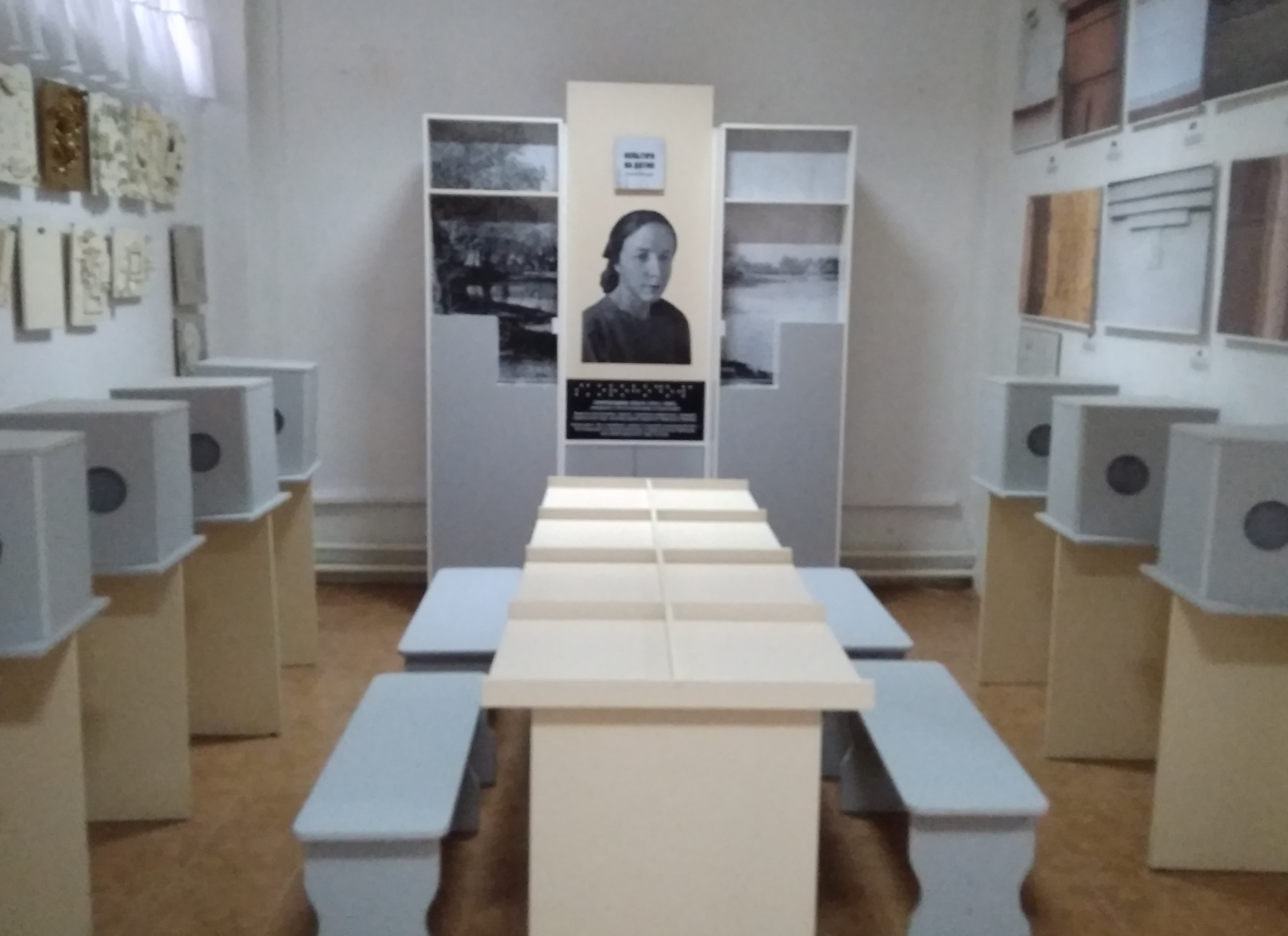
Інтерактивна виставка "Культура на дотик" присвячена О. Скороходовій

## Твори
- Перша книга «Як я сприймаю навколишній світ» (1947)
- Друга книга «Як я сприймаю й уявляю навколишній світ» (1956), відзначена премією Ушинського.
- Гол. твір «Як я сприймаю, уявляю та розумію навколишній світ»[9].